# Gramatika česká v dvojí stránce
Grammatika česká v dvojí stránce (též náměšťská mluvnice, originálně Grāmatyka Cžeſka w dwogij ſtránce) je nejstarší česká mluvnice z roku 1533. Skládá se ze dvou částí: Ortographia od Václava Beneše Optáta a Petra Gzela a Etymologia od Václava Philomata.
Optát, který chtěl do češtiny přeložit Erasmovu novou verzi Nového zákona, ale nebyl si jistý svou češtinou, spojil se s Petrem Gzelem z Prahy a začali spolu řešit otázku, jaký překlad Nového zákona použít jako východisko pro překlad nový, a také obecněji jakou formu češtiny zvolit i pro svou učitelskou praxi. Vytvořili tedy společně z kompilace starších novozákonních překladů vlastní pravopisný systém, upravený jako mluvnice psaní pro žáky. Tím vznikla Ortographia. K ní byla později připojena Etymologia kněze Václava Philomata z Jindřichova Hradce, který působil jako farář na jižní Moravě.

## Ortographia
Ortographia je založená na srovnání několika českých překladů Bible. Při tomto srovnání nalezli Optát a Gzel značnou nejednotnost a navrhují tedy ujednocený způsob psaní. Své návrhy však sami skromně nepovažují za konečné řešení otázky. Základními prvky jsou:
- Délku samohlásek označují čárkou s ponechanou možností psaní dvojitého písmene. Dlouhé i se píše vždy ij. Dvojhlásky ie a uo, které se do té doby zjednodušily, píší í a ú.

- Optát ponechává obojí možné psaní v těchto případech: dě, tě apod., nebo též die, tie, apod.

- Měkké souhlásky označuje důsledně háčkem („vrškem“), v drobném tisku tečkou. Odstranili tak poslední spřežky při malém č a ř. Spřežky jsou ponechány u velkých písmen Cž, Rž, Zi + samohláska.

- Souhlásku j píše Optát obvykle jako g (na začátku), y jako druhý člen dvojhlásky a na začátku slov před samohláskou, i na začátku některých slov (Ian, Iakub apod.). Jelikož se u slovesa jsem atd. j nevyslovuje, nemělo by se ani psát.